# St.-Vitus-Kirche (Barskamp)

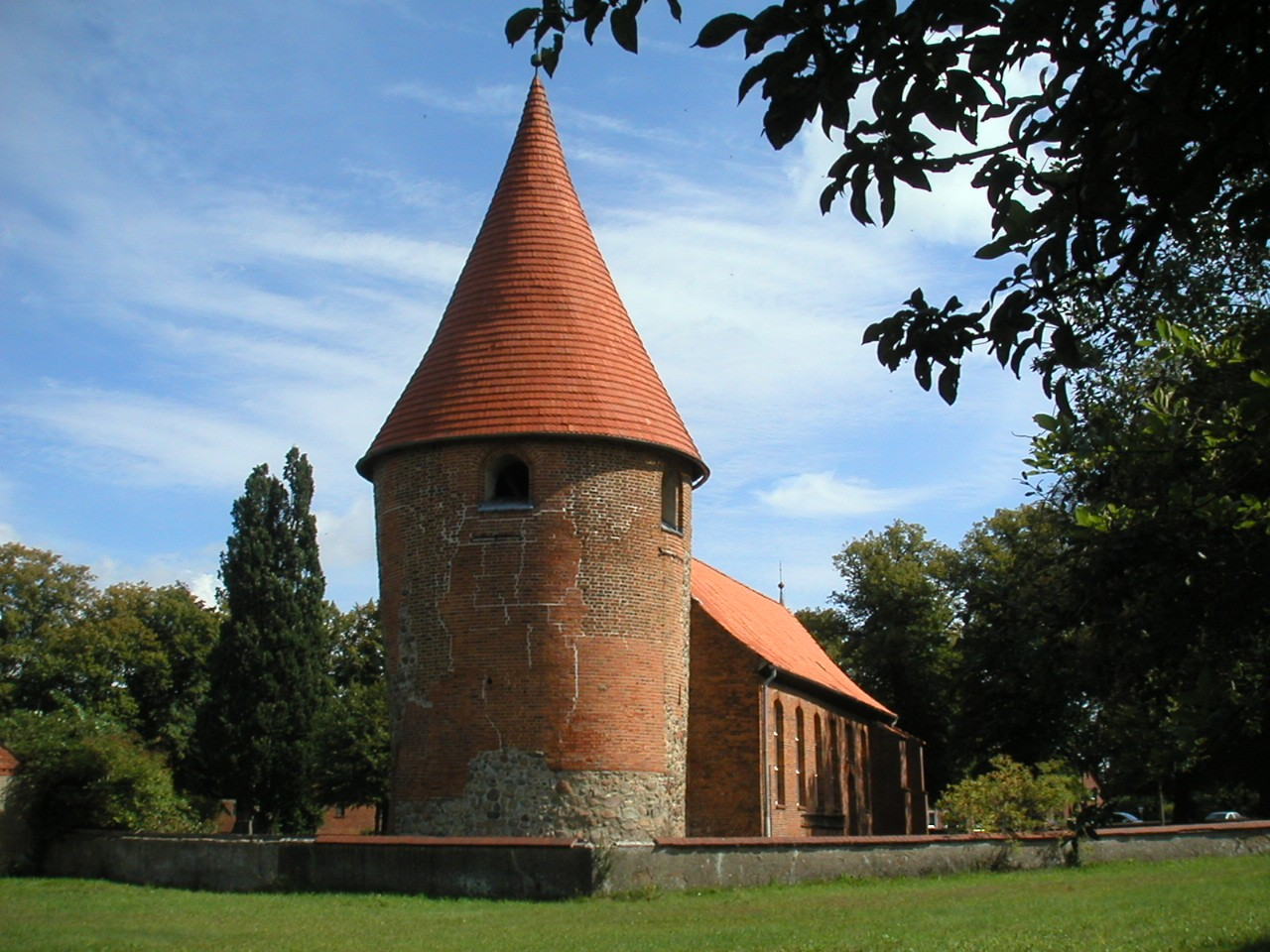
St.-Vitus-Kirche

Die evangelisch-lutherische St.-Vitus-Kirche steht in Barskamp, einem Ortsteil von Bleckede im Landkreis Lüneburg von Niedersachsen. Die Kirche steht unter Denkmalschutz. Die Kirchengemeinden Barskamp, Bleckede und Garlstorf wurden pfarramtlich verbunden. Sie gehören zum Kirchenkreis Lüneburg im Sprengel Lüneburg der Evangelisch-lutherischen Landeskirche Hannovers.

## Beschreibung
Das Baujahr der ersten Wehrkirche ist unbekannt. Vermutlich war es eine Holzkirche oder eine Feldsteinkirche. Der aus Feldsteinen erbaute runde Turm, früher ein Wehr- und Wachtturm, ist der älteste Teil der Kirche. Er ist mit einem Kegeldach bedeckt. Sein Bau (wie auch der der Rundturmkirchen in Artlenburg, Thomasburg und Suderburg) wurde vermutlich durch den Sachsenherzog Hermann Billung um 950 veranlasst. Der zweitälteste Teil der Kirche ist der Chor mit fünfseitigen Schluss. Er wird auf das Ende des 14. Jahrhunderts datiert. Aufgrund von Urkunden des Klosters Medingen ist dies aber vermutlich nicht die erste Kirche, da bereits im 13. Jahrhundert in Barskamp Pastoren nachgewiesen werden. An den Turm wurde Ende des 14. Jahrhunderts nach Osten aus Backsteinen ein massives Langhaus angebaut. Das Langhaus ist mit einem Satteldach bedeckt, das über dem Chor abgewalmt ist.
Das Langhaus ist mit einem Satteldach bedeckt, das über dem Chor abgewalmt ist. 
1764/70 wurde die Kirche zur heutigen barocken Saalkirche umgestaltet. Dabei wurden Langhaus und Wehrturm zu einem Baukörper vereint. Der gotische Chor mit seinen Strebepfeilern ist erhalten geblieben. Dahinter wurde 1874/75 die Sakristei eingebaut. 1896 entstand das Portal im Norden in einem Anbau. Der Innenraum wird durch die Emporen längs in drei Bereiche geteilt, der mittlere ist mit einem hölzernen Tonnengewölbe überspannt. 

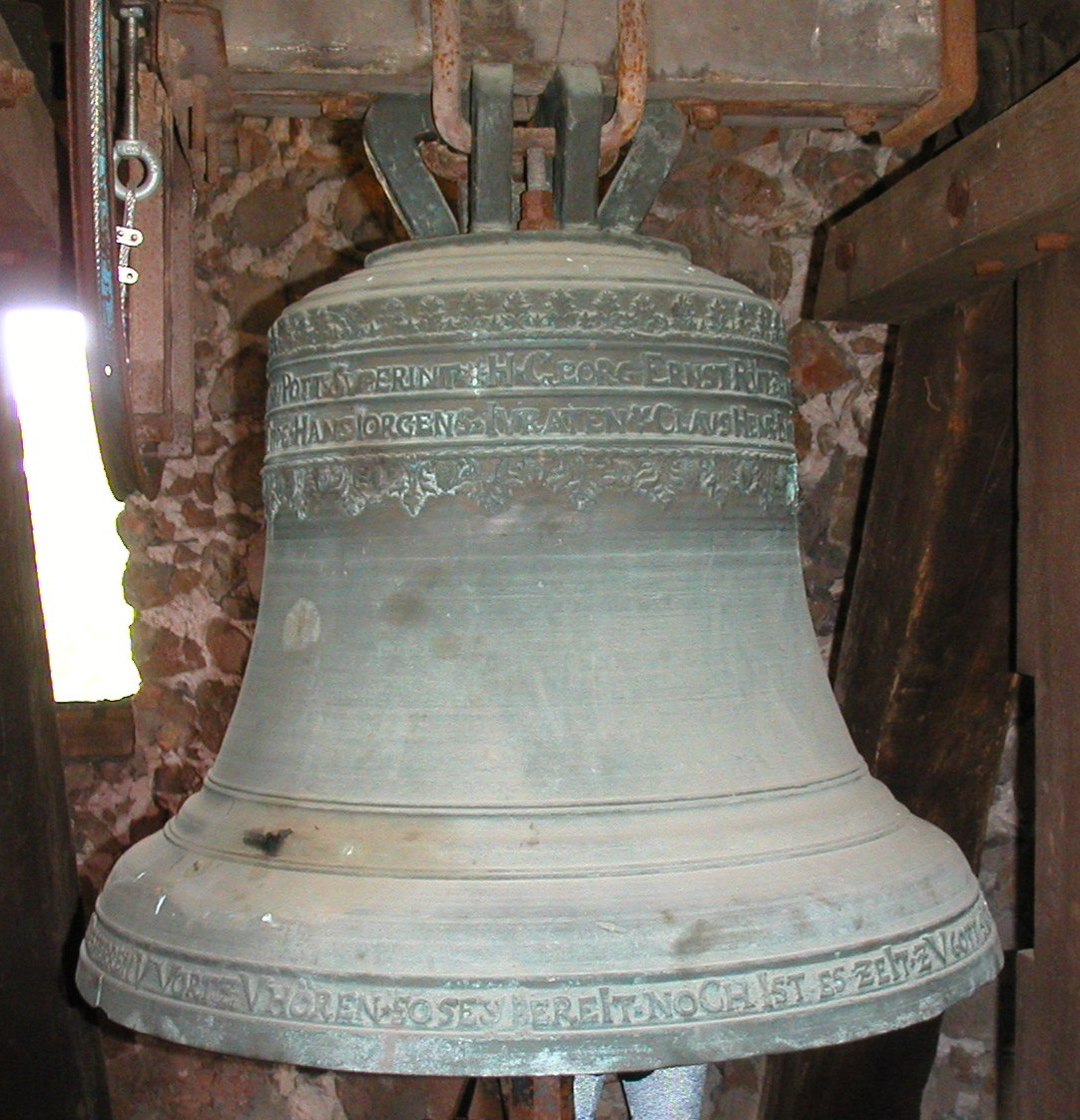
Die Glocke von 1735

Zur Kirchenausstattung gehört ein 1769/70 geschaffener Kanzelaltar mit einem Bild über das Abendmahl Jesu, der den Altar von 1656 ersetzt, den der Gutsbesitzer Georg von Meding gestiftet hatte. Das mittelalterliche Taufbecken wird von einem Ständer getragen, den Otto Flath 1961 der Kirche geliefert hat. 1856 wurde von Eduard Meyer eine Orgel mit 16 Registern, verteilt auf 2 Manuale und Pedal, gebaut. 1939/40 erfolgte ein Umbau durch Paul Ott in neobarockem Klangideal. 1963 und 1985 wurde die Orgel durch Alfred Führer restauriert. Das ursprüngliche Klangbild wurde durch Martin ter Haseborg wiederhergestellt.
Im Kirchturm hängen zwei Kirchenglocken.
- Die Ältere stammt aus dem Jahre 1325 und wiegt 24 Zentner. Die in gotischen Majuskeln gehaltene Inschrift lautet: „O Rex Glorie Veni Cum Pace“ (König der Herrlichkeit, komme in Frieden).
- Die zweite Glocke wiegt 12 Zentner und stammt aus dem Jahre 1735. Sie trägt die Inschrift „Mein Thönen ruft herbey des Herren Wort zu hören – so sey bereit noch ist es Zeit zu Gott sich zu bekehren – Mefecit M Lorentz Oehmann in Luneburg“ und wurde von Meister Lorenz Oehmann in Lüneburg gegossen.